# Hrib pri Fari
Hrib pri Fari je naselje u slovenskoj Općini Kostelu. Hrib pri Fari se nalazi u pokrajini Dolenjskoj i statističkoj regiji Jugoistočnoj Sloveniji. 

## Stanovništvo
Prema popisu stanovništva iz 2002. godine naselje je imalo 8 stanovnika.